# یک شهروند کاملاً معمولی
یک شهروند کاملاً معمولی فیلمی به کارگردانی مجید برزگر و نویسندگی جعفر پناهی و تهیه‌کنندگی مجید مدرسی و سعید آرمند محصول سال ۱۳۹۳ است.
این فیلم با حمایت بنیاد HBF هلند و کشور جمهوری چک ساخته شده‌است.

## خلاصه داستان
آقای صفری ۸۳ ساله، کارمند بازنشسته اداره پست که در شهرکی قدیمی در تهران زندگی می‌کند، پس از مرگ همسرش تنهاست. تنها پسرش که خارج از ایران است تصمیم دارد او را برای دیدار و مداوا به کانادا دعوت کند. مقدمات این سفر، زندگی آرام و معمولی او را کمی به هم می‌ریزد.

## بازیگران
- سورن مناساکانیان
- شادی کرم‌رودی
- ناهید حدادی
- اردشیر مهرآبادی
- محمدباقر صفانور
- سعید آبیاری
- پاشا جمالی
- مرتضی نفری
- تقی هاتفی
- محمد کعبین

## سی و چهارمین دوره جشنواره فیلم فجر
- بخش هنر و تجربه

| قسمت        | نامزد      | نتیجه    | جایزه |
| ----------- | ---------- | -------- | ----- |
| بهترین فیلم | مجید برزگر | نامزدشده |       |